# K-anonymitet
k-anonymitet är ett mått på effektiviteten i pseudonymisering av data. Begreppet k-anonymitet introducerades först av Latanya Sweeney och Pierangela Samarati i en artikel publicerad 1998 för att lösa problemet: "Med utgångspunkt i personspecifik fältstrukturerad data, skapa en datastruktur där de berörda individerna inte kan återidentifieras, medan uppgifterna förblir praktiskt användbara." En datastruktur har k-anonymitet om informationen för varje person som ingår inte kan särskiljas från minst k−1 andra personer i datastrukturen.
k-anonymitet fick omfattande mediebevakning 2018 när den brittiske datavetaren Junade Ali använde dess egenskap tillsammans med kryptografisk hashning för att skapa ett kommunikationsprotokoll för att anonymt verifiera om ett lösenord har läckt utan att avslöja vilket lösenord man sökte på.   Detta protokoll implementerades som ett offentligt API i Troy Hunts app Have I Been Pwned? och används av flera tjänster inklusive lösenordshanterare och webbläsartillägg. Detta tillvägagångssätt replikerades senare av Googles egna funktion för lösenordskontroll.

## Metoder förk-anonymisering
Inom k -anonymiseringsproblem är en databas en tabell med n rader och m kolumner. Varje rad i tabellen representerar en post för en individ, dock behöver inte varje rad vara unik. Värdena i de olika kolumnerna är för attribut som är associerade med individerna. Följande tabell är en icke-anonymiserad databas som består av patientjournaler från något fiktivt sjukhus i Kochi.
| Namn      | Ålder | Kön    | Delstat    | Religion | Sjukdom       |
| --------- | ----- | ------ | ---------- | -------- | ------------- |
| Ramsha    | 30    | Kvinna | Tamil Nadu | Hindu    | Cancer        |
| Yadu      | 24    | Kvinna | Kerala     | Hindu    | Virus         |
| Salima    | 28    | Kvinna | Tamil Nadu | Muslim   | Tuberkulos    |
| Sunny     | 27    | Man    | Karnataka  | Parser   | Ingen sjukdom |
| Joan      | 24    | Kvinna | Kerala     | Kristen  | Hjärtsjukdom  |
| Bahuksana | 23    | Man    | Karnataka  | Buddist  | Tuberkulos    |
| Rambha    | 19    | Man    | Kerala     | Hindu    | Cancer        |
| Kishor    | 29    | Man    | Karnataka  | Hindu    | Hjärtsjukdom  |
| Johnson   | 17    | Man    | Kerala     | Kristen  | Hjärtsjukdom  |
| John      | 19    | Man    | Kerala     | Kristen  | Virus         |

I denna icke-anonymiserade tabell finns det 6 attribut och 10 poster. De två vanliga metoderna för att uppnå k-anonymitet för något värde av k är följande:
1. Undertryckning : I den här metoden ersätts vissa värden för attributen med en asterisk '*'. Alla eller vissa värden i en kolumn kan ersättas med '*'. I den anonymiserade tabellen nedan har  alla värden i attributet 'Namn' och alla värden i attributet 'Religion' ersatts med en '*'.
2. Generalisering : I denna metod ersätts individuella värden för attribut med en bredare kategori. Till exempel kan värdet '19' för attributet 'Ålder' ersättas med '≤ 20', värdet '23' med '20 < Ålder ≤ 30' osv.

Nästa tabell visar databasen anonymiserad:
| Namn | Ålder           | Kön    | Delstat    | Religion | Sjukdom       |
| ---- | --------------- | ------ | ---------- | -------- | ------------- |
| *    | 20 < Ålder ≤ 30 | Kvinna | Tamil Nadu | *        | Cancer        |
| *    | 20 < Ålder ≤ 30 | Kvinna | Kerala     | *        | Virus         |
| *    | 20 < Ålder ≤ 30 | Kvinna | Tamil Nadu | *        | Tuberkulos    |
| *    | 20 < Ålder ≤ 30 | Man    | Karnataka  | *        | Ingen sjukdom |
| *    | 20 < Ålder ≤ 30 | Kvinna | Kerala     | *        | Hjärtsjukdom  |
| *    | 20 < Ålder ≤ 30 | Man    | Karnataka  | *        | Tuberkulos    |
| *    | Ålder ≤ 20      | Man    | Kerala     | *        | Cancer        |
| *    | 20 < Ålder ≤ 30 | Man    | Karnataka  | *        | Hjärtsjukdom  |
| *    | Ålder ≤ 20      | Man    | Kerala     | *        | Hjärtsjukdom  |
| *    | Ålder ≤ 20      | Man    | Kerala     | *        | Virus         |

Denna tabell har 2-anonymitet med avseende på attributen 'Ålder', 'Kön' och 'Delstat' eftersom för alla kombinationer av dessa attribut så finns det alltid minst 2 poster med dessa exakta attribut. De attribut som är tillgängliga för en motståndare, för att identifiera en individ, kallas kvasiidentifierare.  Varje tupel av kvasiidentifierare förekommer i minst k poster för en datauppsättning med k-anonymitet.